# Puerto Cabello
Puerto Cabello – miasto w Wenezueli, w stanie Carabobo. Według danych szacunkowych liczy 271 036 mieszkańców (2009).
W 2006 odsłonięto pomnik Gustawa Adolfa Berguda (1772–1806), walczącego o niepodległość Wenezueli, który został stracony przez Hiszpanów 200 lat wcześniej.
W mieście rozwinął się przemysł cukrowniczy, tytoniowy, petrochemiczny, włókienniczy oraz skórzany.
28 maja 1870 18-letni Augusto Parades Lutowski zdobył tutejszą twierdzę.